# 卡萊爾教區
聖公會卡萊爾教區（英語：Diocese of Carlisle）是英格蘭教會約克教省下面的一個教區。轄區包括坎布里亞郡的大部份地區。
教區成立於1133年。座堂是卡萊爾座堂，現任主教為詹姆士·紐科姆。下分一個副主教區、三個會吏長區，管理267個堂區。